# Jeremy Jago
Jeremy Jago  is de hoofdpersoon in een gelijknamige reeks van fantasyboeken, geschreven door de Nederlandse schrijfster Melissa Bielsma-Schaaij. Het eerste deel, Jeremy Jago en het geheim van de Passage, verscheen in juli 2008. Het tweede deel, Jeremy Jago en de kracht van Assingna, staat gepland voor juli 2009. De reeks zal in totaal acht delen gaan tellen.

## Algemeen
Jeremy Jago staat midden in de nacht als 2-jarige peuter binnen de hekken van weeshuis Huize Eliza. Hij groeit op in het weeshuis, als zijn ouders niet worden gevonden. Zijn rechterhand telt 6 vingers, waar bij bepaalde emoties paarse vonken uitschieten en dat wordt in een gewone wereld niet gewaardeerd. Het eerste deel in de serie speelt zich voornamelijk af rond zijn veertiende levensjaar. 
Van de een op de andere dag komt er een onomkeerbare verandering in zijn leven, wanneer hij op een wel heel vreemde manier op het magische eiland Magistraal belandt waar hij geboren is. Daar ontdekt hij dat zijn vader waarschijnlijk nog leeft, maar al jaren spoorloos verdwenen is. Voor Jeremy begint nu een moeizame zoektocht naar zijn vader én naar zijn eigen achtergrond. De geheimen uit zijn verleden lijken allemaal onlosmakelijk met elkaar verbonden te zijn. De vonken waren slechts een voorproefje van wat er nog komen gaat.